# 薩瓦 (洪都拉斯)
薩瓦（西班牙語：Sabá），是洪都拉斯的城鎮，位於該國東部，由科隆省負責管轄，面積370.10平方公里，海拔高度493米，2001年人口19,266，該鎮人口密度每平方公里52.06人。
15°28′N 86°15′W / 15.467°N 86.250°W